# Biserica Intrarea în biserică a Maicii Domnului din Mierlești

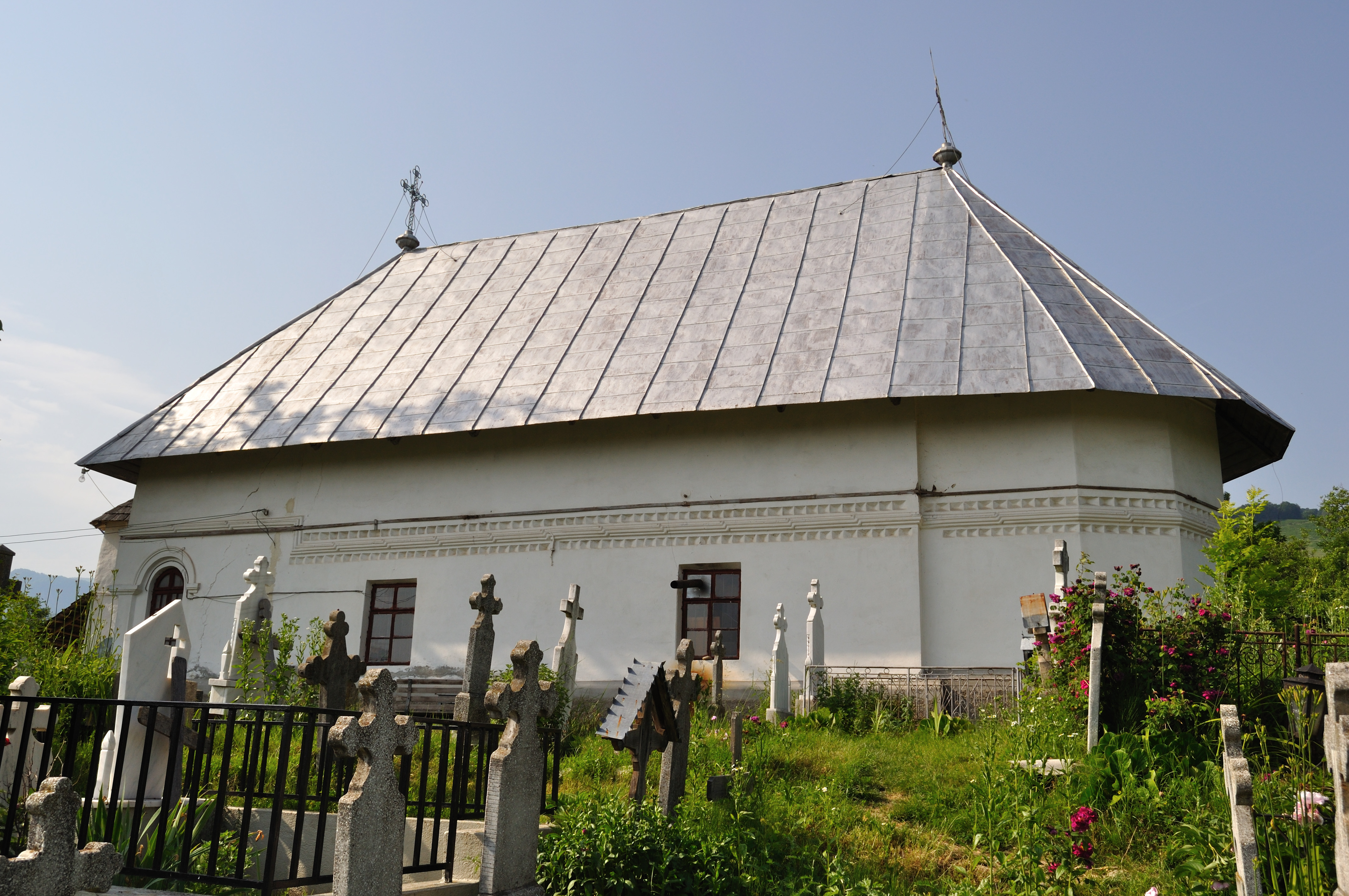
Biserica „Intrarea în Biserică a Maicii Domnului“ din cătunul Mierlești, sat Bărbătești, comuna Bărbătești, județul Vâlcea, foto: iunie, 2010.

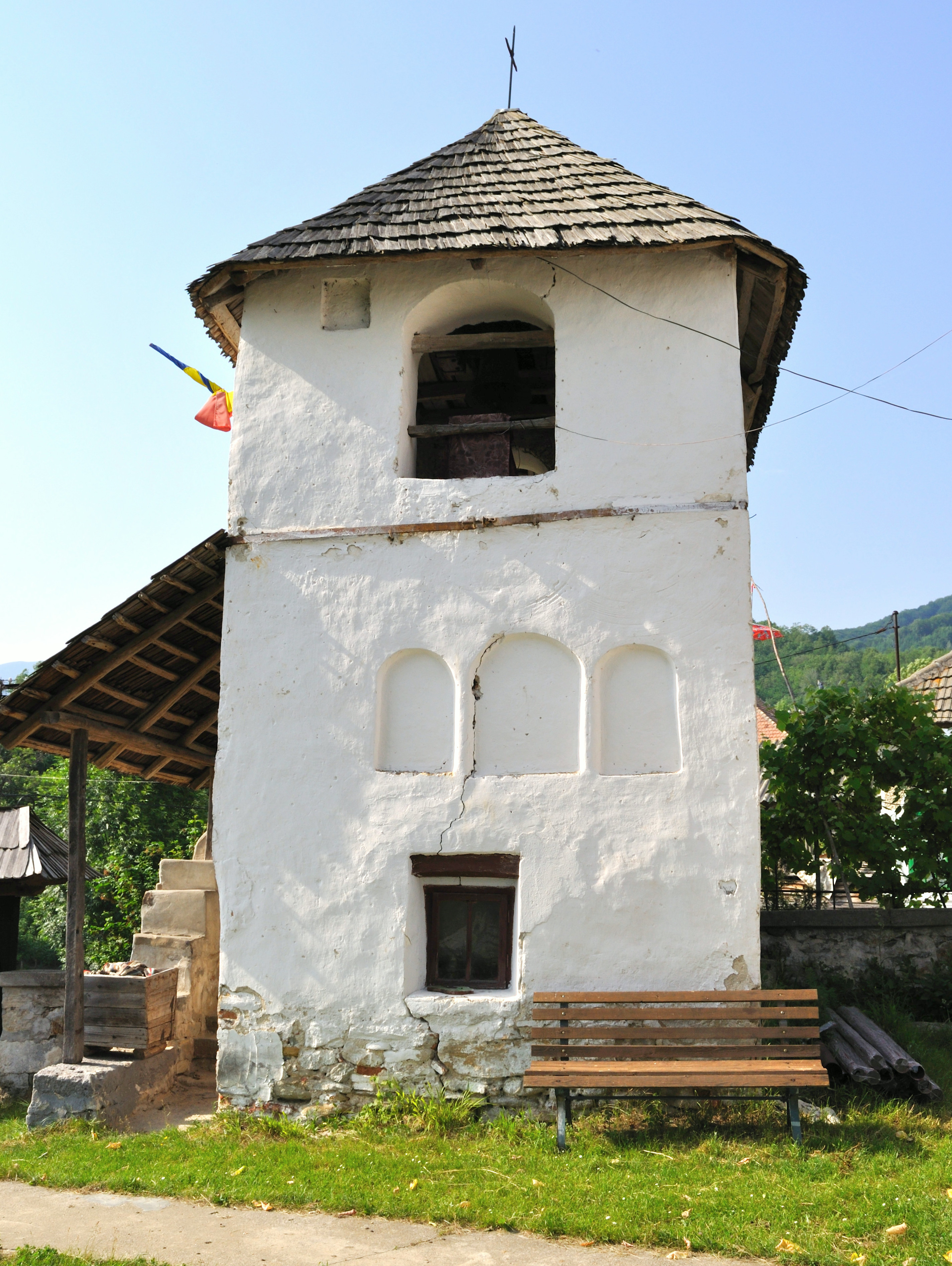
Turnul clopotniță

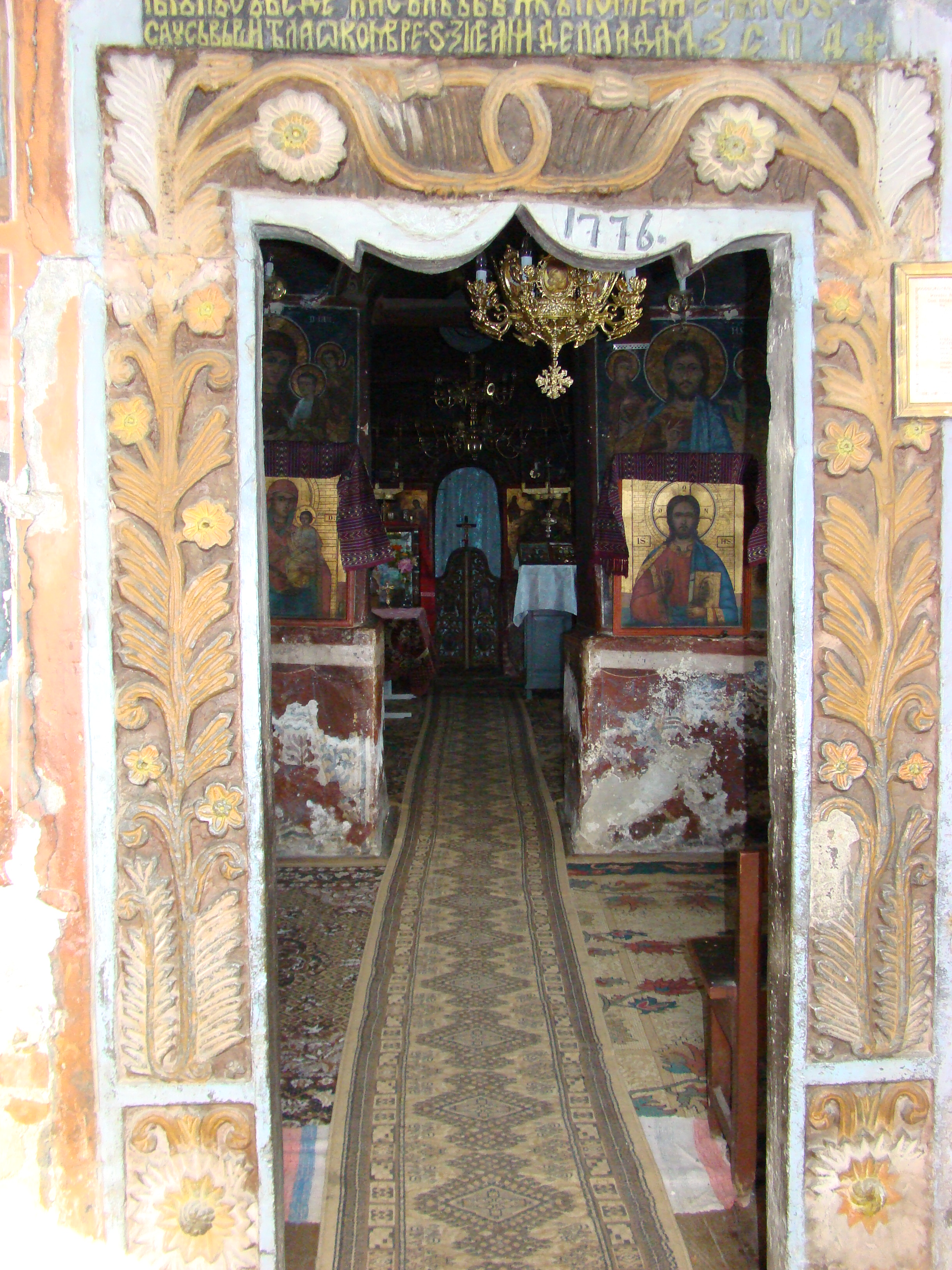
Portalul exterior

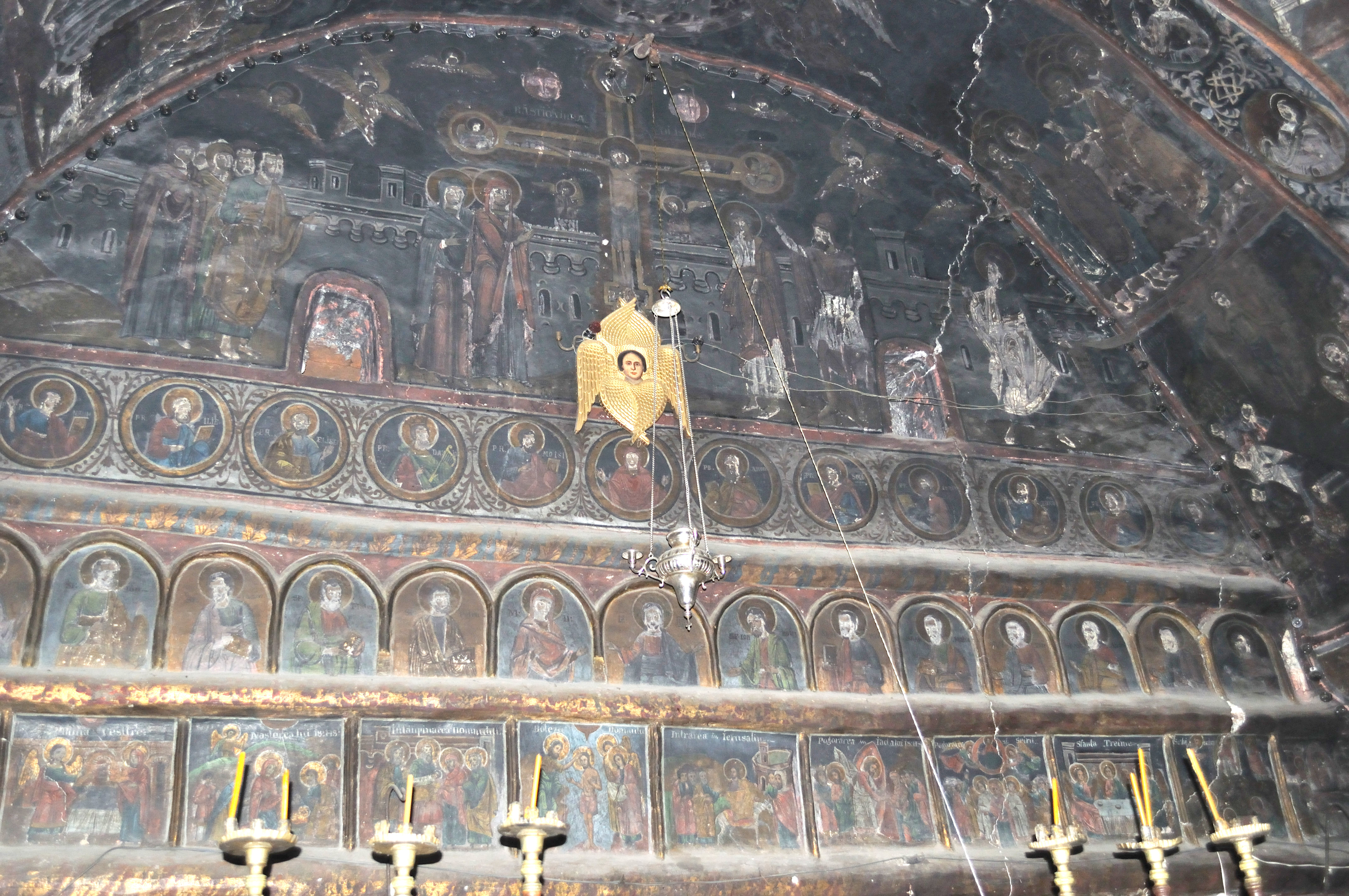
Timpanul de est

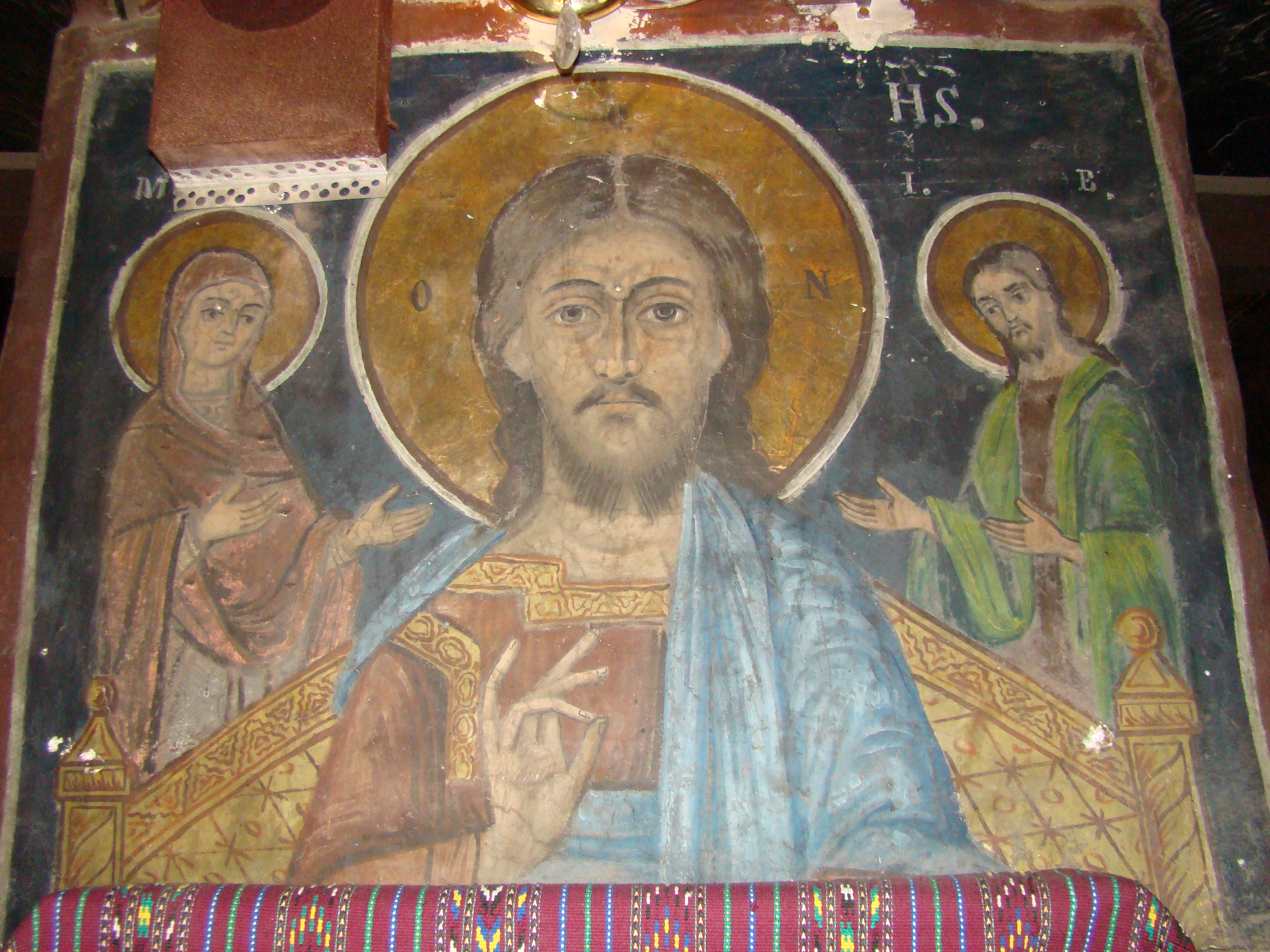
Iisus Hristos

Biserica de zid din cătunul Mierlești, sat Bărbătești, comuna Bărbătești, județul Vâlcea, a fost construită în 1776. Are hramul „Intrarea în Biserică a Maicii Domnului”. Biserica se află pe noua listă a monumentelor istorice sub codul LMI:  VL-II-a-B-09651.

## Istoricul monumentului
Așa cum rezultă din pisania sculptată în piatră deasupra intrării în pronaos, biserica Mierlești a fost construită între anii 1774–1776 prin strădania preotului paroh ajutat fiind de locuitorii comunei Bărbătești din acele vremuri. Posibil ca Turnul Clopotniță să fi fost realizat în același timp, având în vedere că biserica nu dispunea de turlă clopotniță, implicit clopot. Redăm în continuare câteva documente legate de aceste valoroase monumente:
Întru slava sf(i)ntei și de viață f(ă)cătoarei / și nedespărțitei Troițe. Ziditu-s-au această sf(â)ntă be/serică di(n) temelia ei, de piiat(r)ă, întru cinstea hramu/lui Preasf(i)ntei Născătoare de D(u)mnezeu și pururea Fecio/arei Marii, cinstitii Intrări în Beserică, cu bla/gosloveniia iubitoriului de D(u)mn(e)zeu, chir Chesarie episcopu / Râm(ni)cu, în zilele luminatului d(o)mnu, Io Alicsandru Ipsila(n)t voievod, / cu bună înfrățirea și însoțirea la che(l)tuială a robilor lui D(u)mnezeu, / Macarie er(o)mon(a)h i a popi(i) lui Constandin Brădean(u) i a popi(i) Ioan sin / Macarie er(o)monah ot Bărbătești, împodobindu-o și înfrumusețându-o du/pă cumu să vede, ca să aibă vecinică pomenire; leat 1776, / s-au săvârșitu la oc(t)omvre 6 zile, ani de la Adamu, 7284.
1775 (7284) octombrie 6 Pisanie în partea superioară a ancadramentului de piatră de la ușa de intrare în biserică; literă de 5 cm, în relief, pictată cu galben pe fond albastru, într-un câmp de 75x125 cm.
Inscripție pe peretele de la est al pridvorului, în partea din dreapta; literă de 2,5 cm, într-un câmp de 11/38 cm:
Acestu pricvor (sic) s-au zugră(vit) / de popa Io(n) i po(pa) Tudor i / Gheorghe zugra(v)i cu învățetura / ctitorilo(r) ...
Inscripție care a fost datată după grafie, corespunzător timpului în care zugravii sunt atestați și la alte monumente și care a fost retușată cu prilejul refacerii picturii la 1906.
Inscripție pe peretele de la proscomidie; literă de 0,6-1,2 cm, cu alb pe fond gălbui-cenușiu:
Zugravi...în... Ioan ereu, Tănase.
Inscripție pe peretele din pronaos, în partea din dreapta; literă de 2 cm, cu negru pe fond cenușiu, într-un câmp de 63/44 cm.
Aici lângă acestu părete să odihnesc / oasele robului lui D(u)mnezeu, Andrei, ca/rele au răposat la ap(rilie) în 17 zile, 1790, fiind / în vârstă de ani 15; și alături / să odihnescu oasele maică-sa Ilinca / ereița, soțiia popei lui Ioanu, care / au răposat la mart(ie) în 2 zile, 1792./ Iar supt piiatră să odihnesc o(a)sele sfi(nției) <sale> / robului lui D(u)mnezeu, Macarie er(o)monah, / tatăl popi(i) lui Ioanu, carii dinătru început / a fost ostenitoriu la zidirea și înfru(mu)/sețarea aceștii beserici; și care du/pă ce s-au sfințitu sfânta beserică / s-au pristăvit și sfi(nțiia) <sa>, la noe(mvrie) în 25 d/e zile, 1778. / Cine va ceti să zică; „D(u)mnezeu să-i iarte”; 1793.
Menționăm că numele ctitorului Macarie ieromonahul, se mai putea desluși pe lespedea sa mormântală, din pronaos, în dreapta, de 172/120 cm, cu literă în relief de 6 cm, în cea mai mare parte deteriorată. O altă piatră de mormânt este așezată în stânga încăperii, inscripția fiind de asemenea ilizibilă.
Din cele patru documente prezentate mai sus tragem următoarele concluzii:
1.	biserica a fost ridicată anterior anului 1775 și sființită la 6 octombrie același an;
2.	în anul 1906, bisericii i-a fost închis pridvorul, ocazie când s-a pictat în totalitate cu scene din apocalipsa;
3.	pictura din interiorul bisericii este frescă, pictorul însă rămâne anonim;
4.	biserica a fost modernizată în jurul anului 1960, atunci când s-a introdus curentul electric, parchet și, câțiva ani mai târziu, a fost legată cu o centură metalică pentru a-i întări strictura de rezistență;
5.	ansamblul arhitectural în care este încadrată biserica cuprinde și o clopotniță la fel de veche pe care stau inscripții slavone și care se pare este contemporană cu biserica;
6.	biserica a fost parte integrantă a Parohiei Mierlești până în anul 2002, când parohia s-a despărțit în două: Mierlești și Vătășești. Actualmente, biserica deservește un număr de 120 de familii, ea fiind mândria acestora.

## Trăsături
Alcătuirea fundațiilor este din bolovani de râu la bază și zidărie de piatră casetată cu cărămidă, după care urmează zidărie mixtă, de cărămidă și piatră, evazată cu lățime brâului zidurilor perimetrale. Biserica este fundată în stratul cu argilă prăfoasă gălbuie, la adâncime de 1,10 m față de suprafața terenului natural.
Suprastructura este alcătuită din:
•	pereți din zidărie (atât la exterior, cât și la interior) realizați din cărămidă și mortar de var nisip;
•	arce din zidărie de cărămidă prezente în pridvor, pronaos și naos pe care stau semicalote sferice în pridvor, pronaos și naos;
•	coloanele pridvorului și catapeteasma carte desparte naosul de altar sunt alcătuite tot din zidărie de cărămidă legată din mortar de var;
•	șarpantă din lemn cu învelitoare din tablă.
Soluțiile utilizate pentru ridicarea acestui obiectiv denotă cunoașterea în detaliu a artei meșteșugului, atât în ceea ce privește proiectarea, cât și construirea în sine a bisericii.
Pridvorul deschis, cum se cuvenea, avea trei arce pe fațada de apus întoarse cu câte două pe cele două fațade laterale. Stâlpii din cărămidă pe care se descărcau arcele sunt încheiați la partea lor superioară cu o profilatură simplă și frumoasă.
Pronaosul și naosul se încheiau la partea superioară cu calote, iar altarul cu o concă –sfert de sferă.
Golurile ferestrelor, caz din păcate curent, posibil să fi fost mărite față de cele originale, care este posibil să fi avut ancadramente din piatră.
Modelatura fațadelor este caracteristică bisericilor de zid realizate pe aceste meleaguri în această epocă și anume:
-	la nivelul cornișei – două sau trei rânduri de denticuli din cărămidă, la ora actuală îngropați în tencuială;
-	un brâu median alcătuit dintr-un profil semirotund flancat de o parte și de alta de câte un șir de zimți, la ora actuală acesta este ușor modificat prin aplicarea unor ornamente profilate;
-	la nivelul soclului un profil semirotund care prin efectuarea cămășuielilor acestuia a fost îngropat în mortar;
-	pe latura vestică deasupra pridvorului se află icoana prăznicar flancată de icoana Sfântului Gheorghe și Sfântului Dimitrie;
-	pardoseli: sunt din dușumele de brad, la origine posibil să fi fost din piatră sau cărămidă;
-	pereții, arcele și bolțile au fost tencuite și pictate;
-	tâmplărie exterioară: a fost realizată din lemn de stejar, posibil ca la origine golurile să fi fost realizate din piatră care încadrau tâmplăria din lemn;
-	iconostasul: a fost realizat din zidărie de cărămidă și este pictat;
-	finisaje exterioare: tencuieli simple cu profile din cărămidă tencuite.

## Turnul clopotniță
-	este realizat în întregime din zidărie mixtă – cărămidă și piatră;
-	arcele de a căror existență aminteam la parterul imobilului sunt realizate din cărămidă la fel ca și bolta care acoperă încăperea de la primul nivel;
-	șarpanta din lemn cu învelitoare din șiță;
-	tâmplărie exterioară: a fost realizată din lemn de stejar;
-	finisaje exterioare: tencuieli simple văruite;
-	scările sunt din piatră și parțial cărămidă, iar parapetul este din zidărie mixtă – piatră și cărămidă.

## Pictura
Elementele scoase la iveală de cercetări întreprinse, cât și din documentele existente, parte din ele prezentate mai sus, este lucrată în frescă în stil bizantin în pronaos, naos și altar, la sfârșitul secolului al XVIII-lea, iar cea a pridvorului în anul 1906.
Singurele date pe care le avem sunt cele prezentate în documentul prezentat mai sus și se referă la pictura pridvorului realizată în anul 1906, când se amintește de popa Ion și popa Tudor și Gheorghe – zigravii, coordonați de ctitori (Acestu pricvor (sic) s-au zugră(vit) / de popa Io(n) i po(pa) Tudor i / Gheorghe zugra(v)i, cu învățetura / ctitorilo(r)...).
(inscripție care a fost datată după grafie, corespunzător timpului în care zugravii sunt atestați și la alte monumente și care a fost retușată cu prilejul refacerii picturii la 1906).

## Imagini

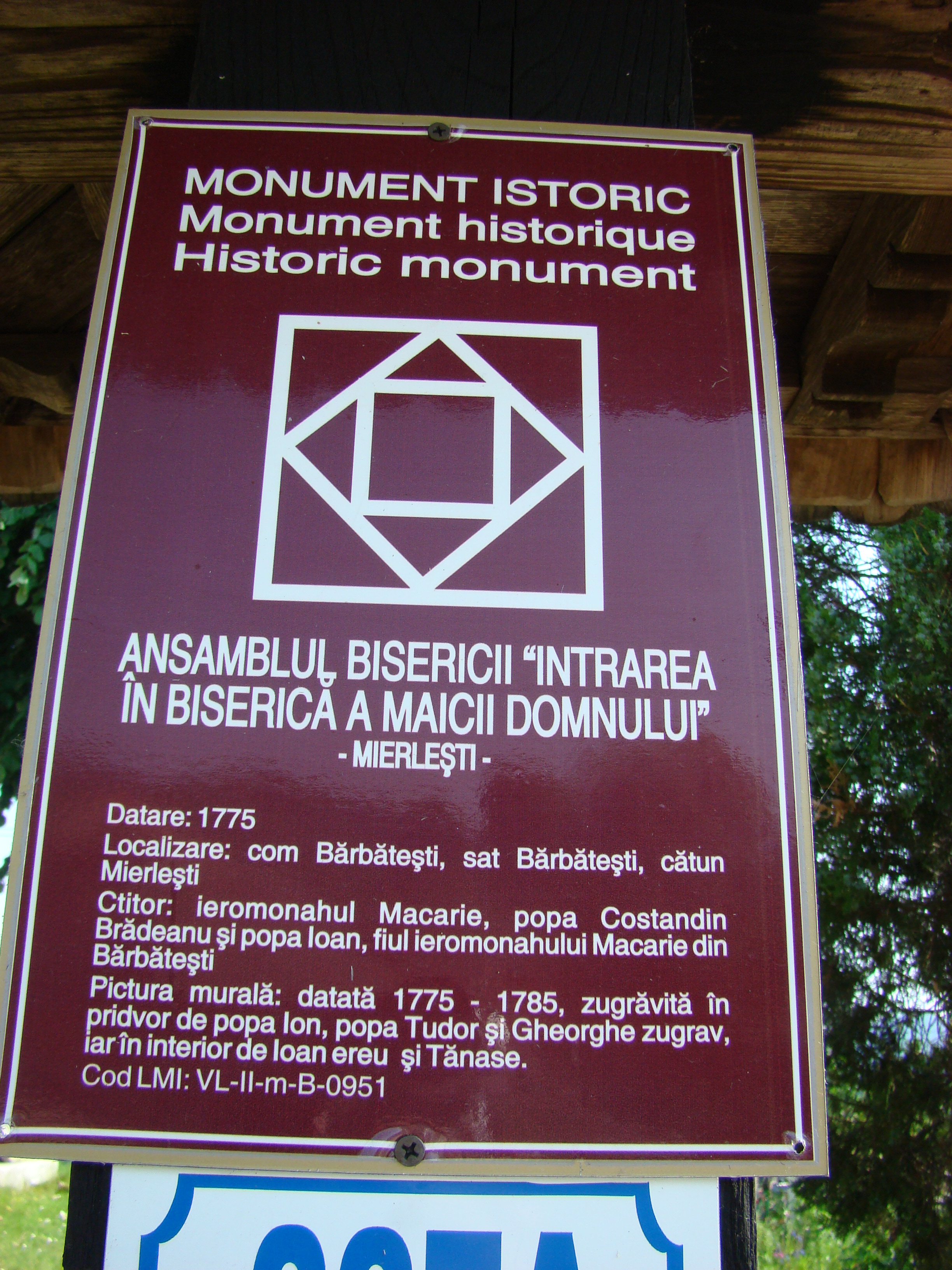
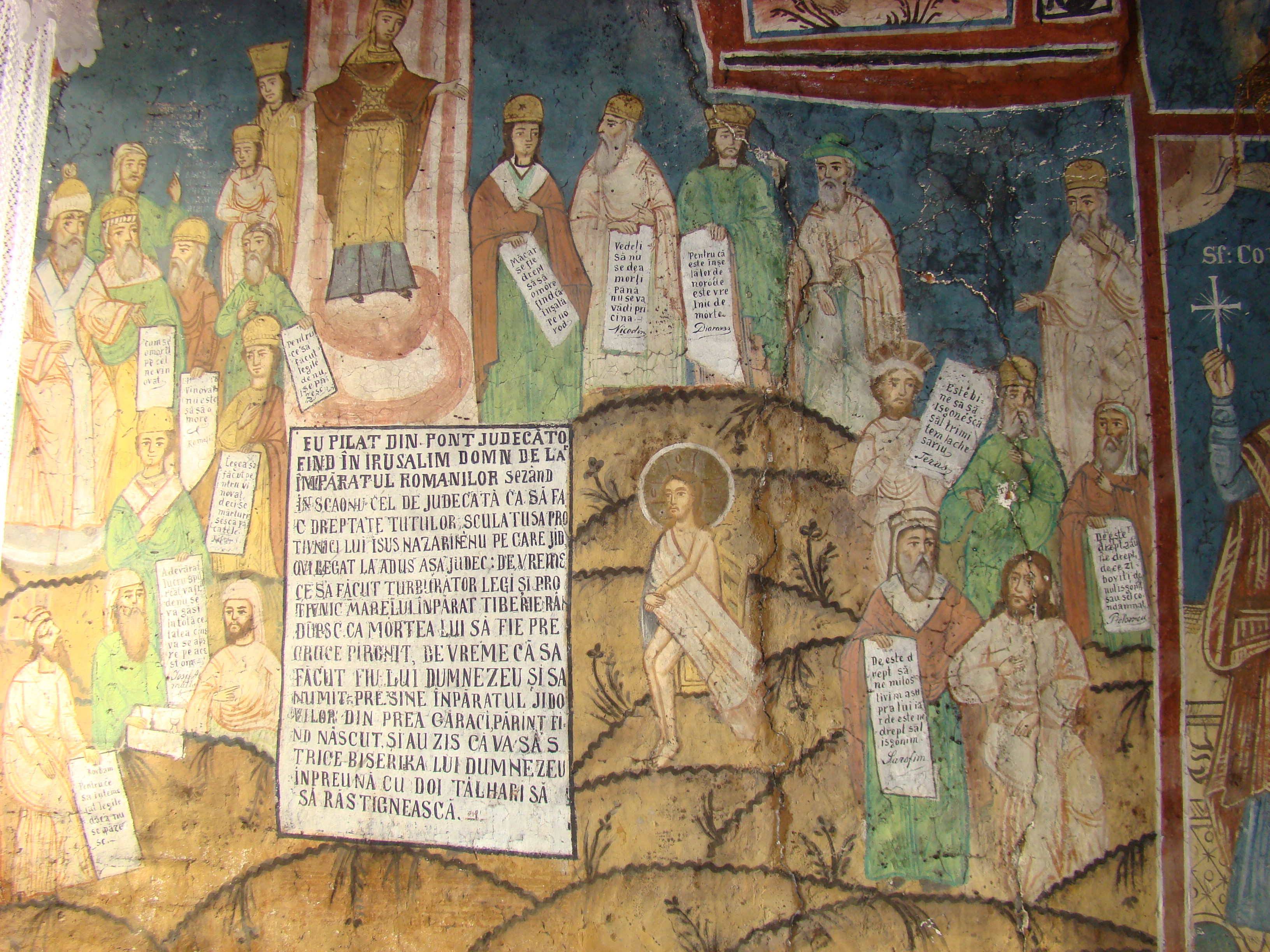
Pictura pridvorului
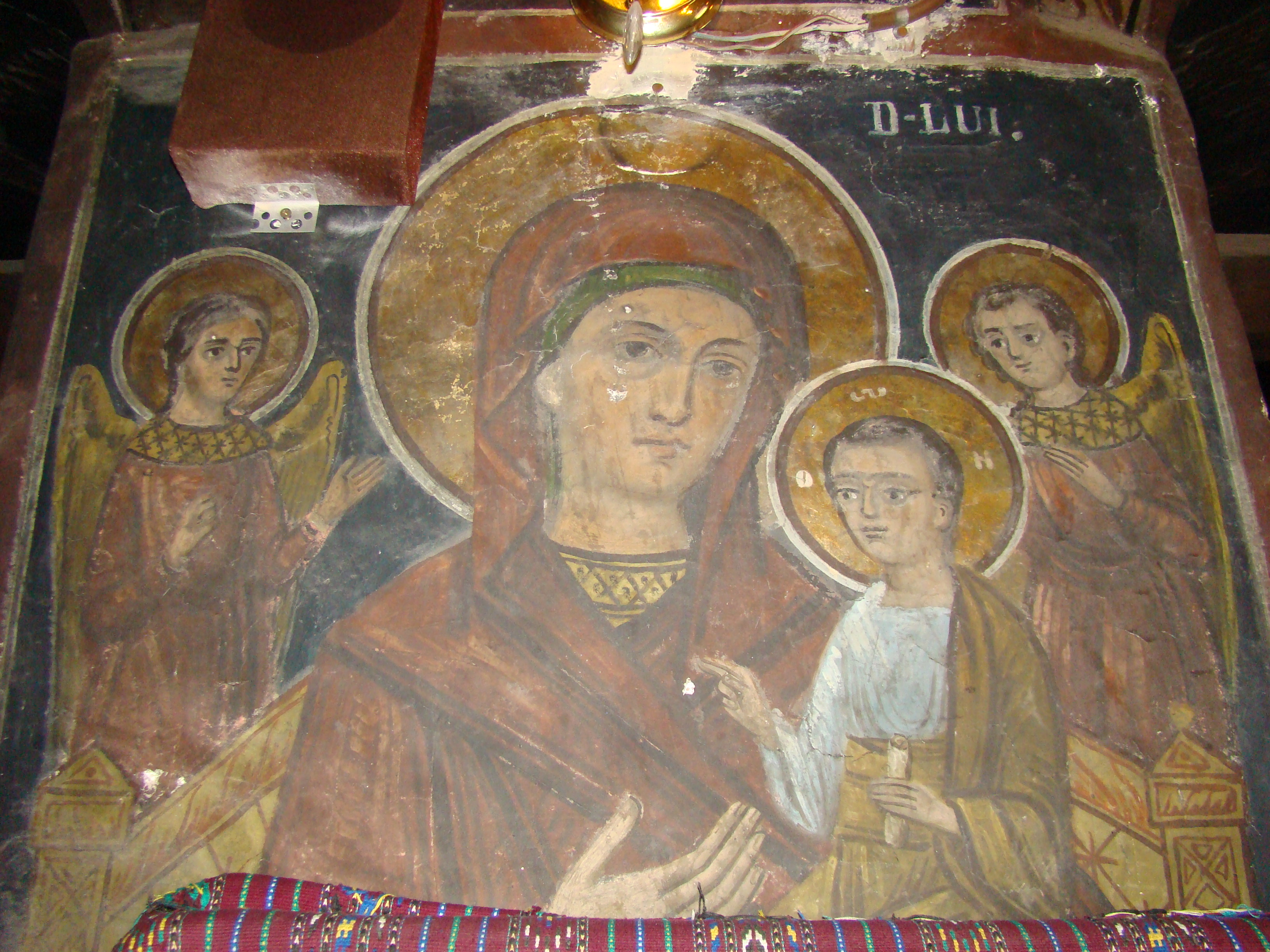
Maica Domnului cu Pruncul
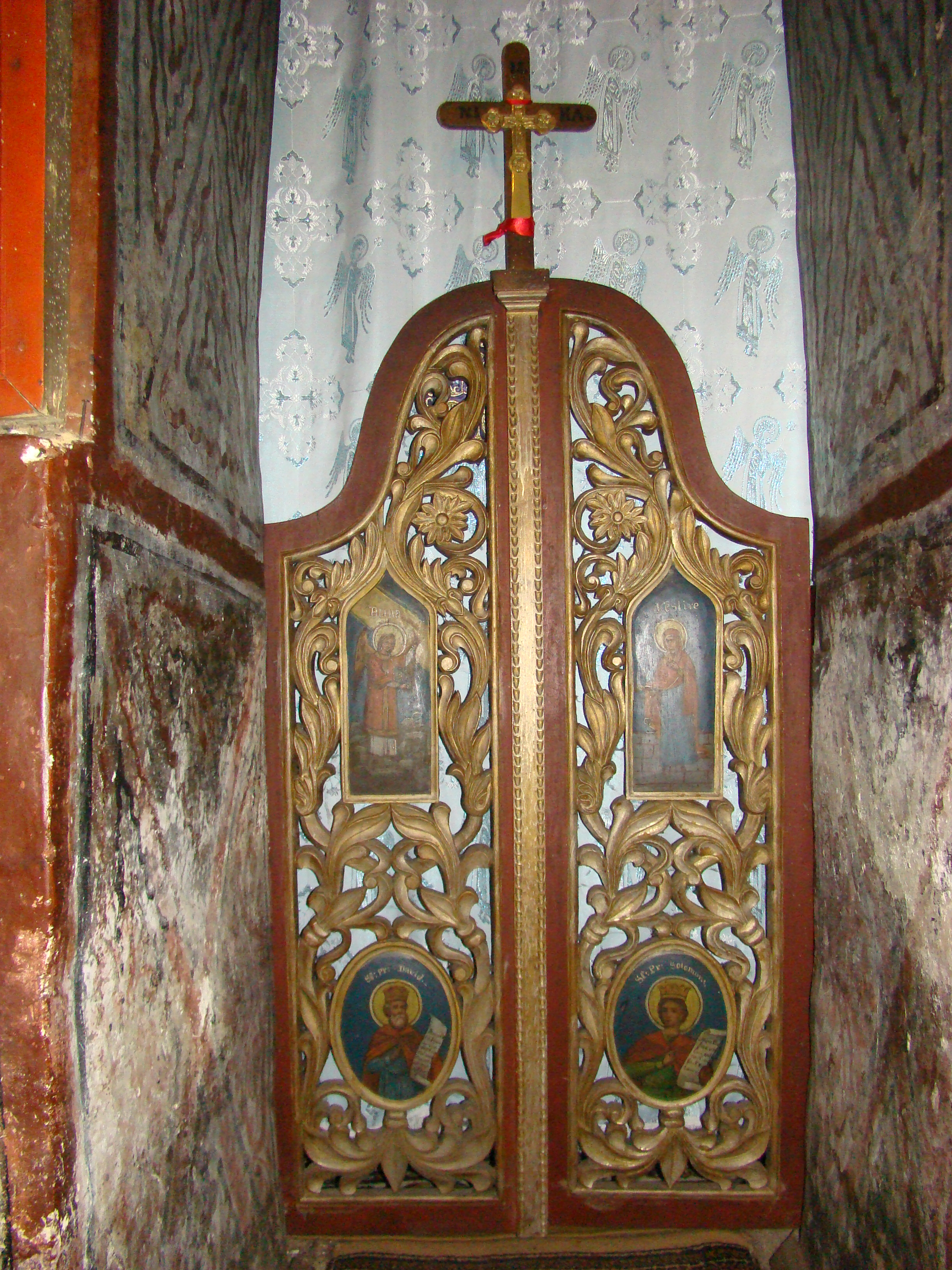
Ușile împărătești
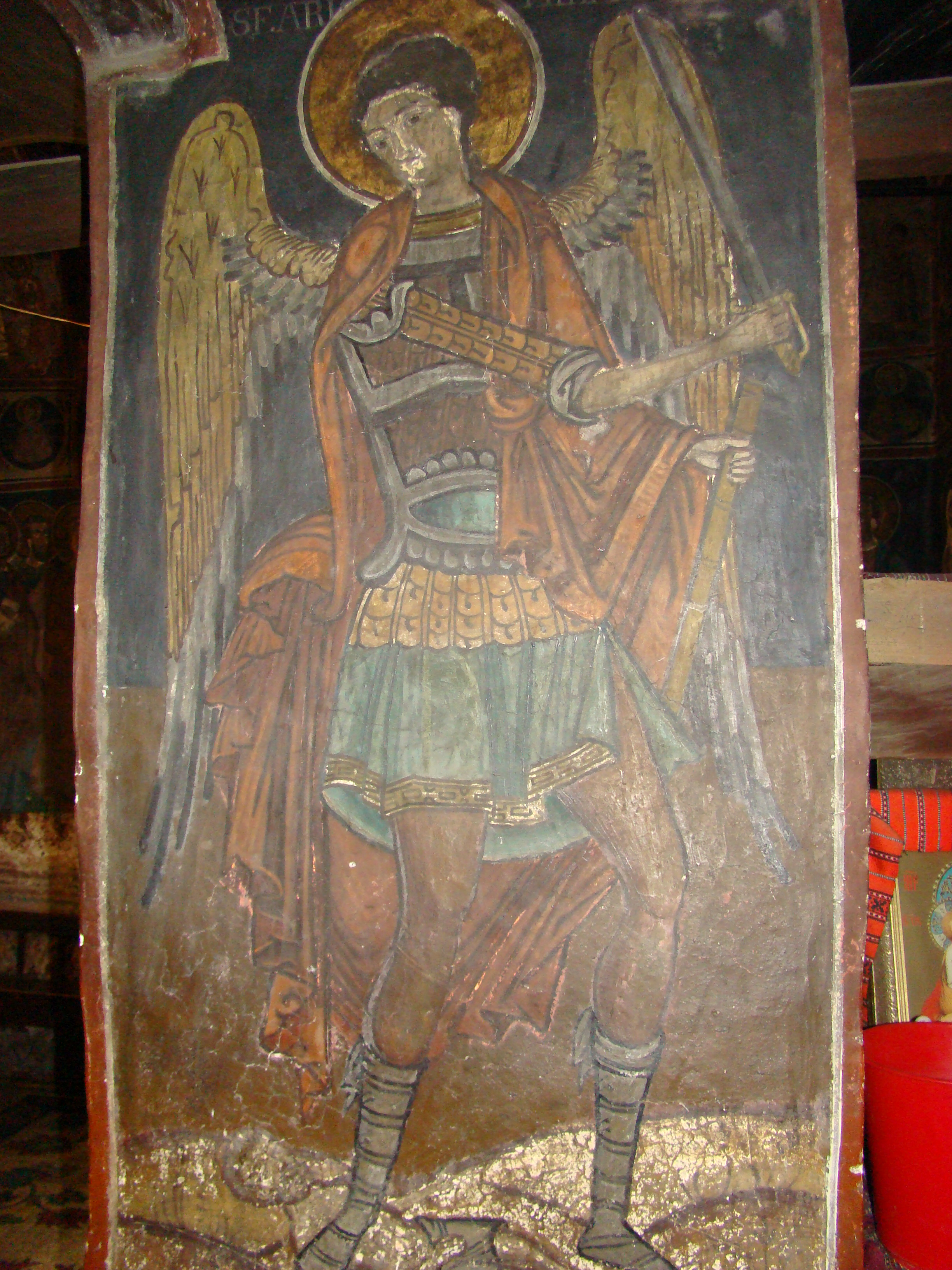
Arhanghelul Mihail
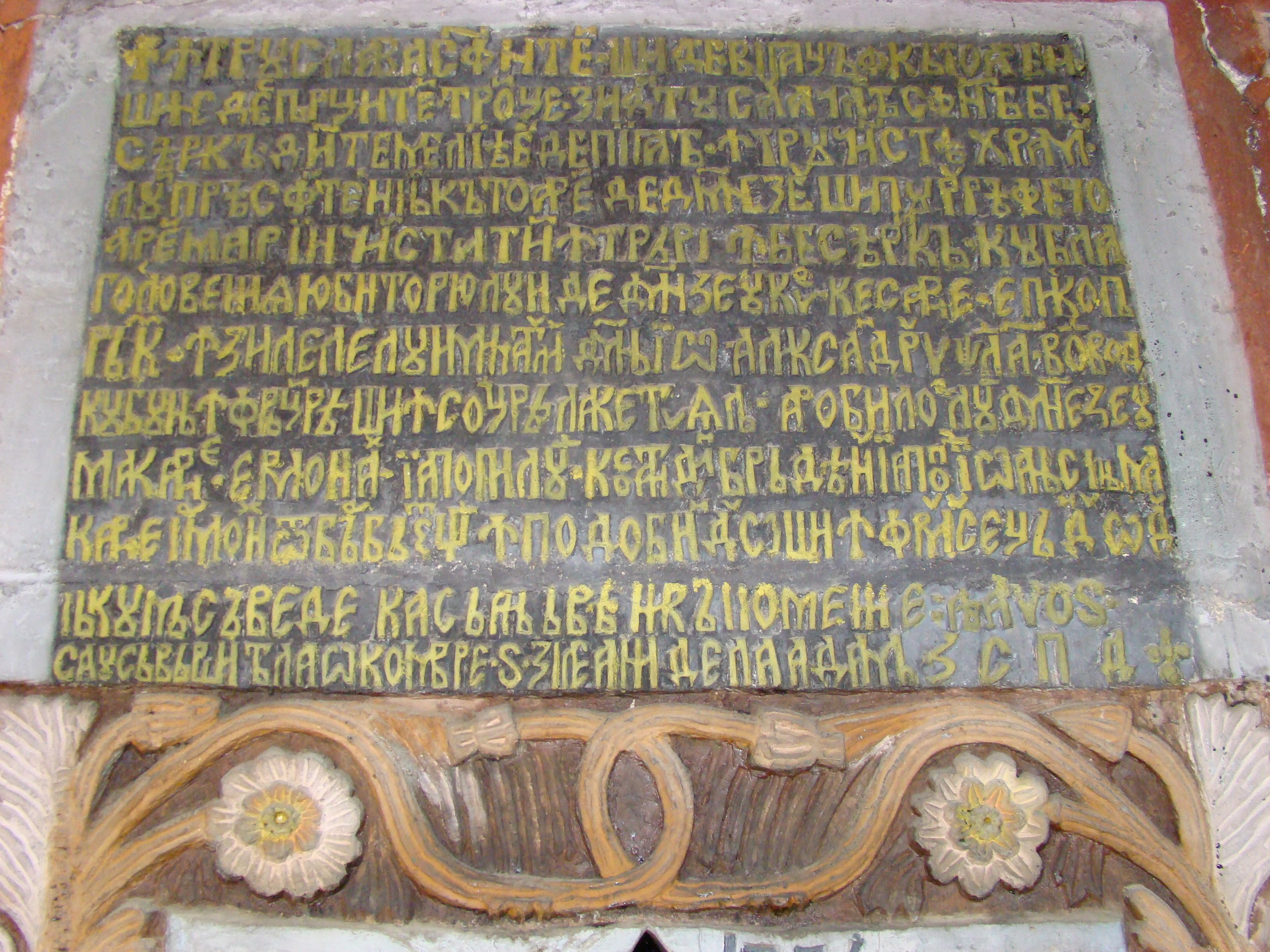
Pisanie
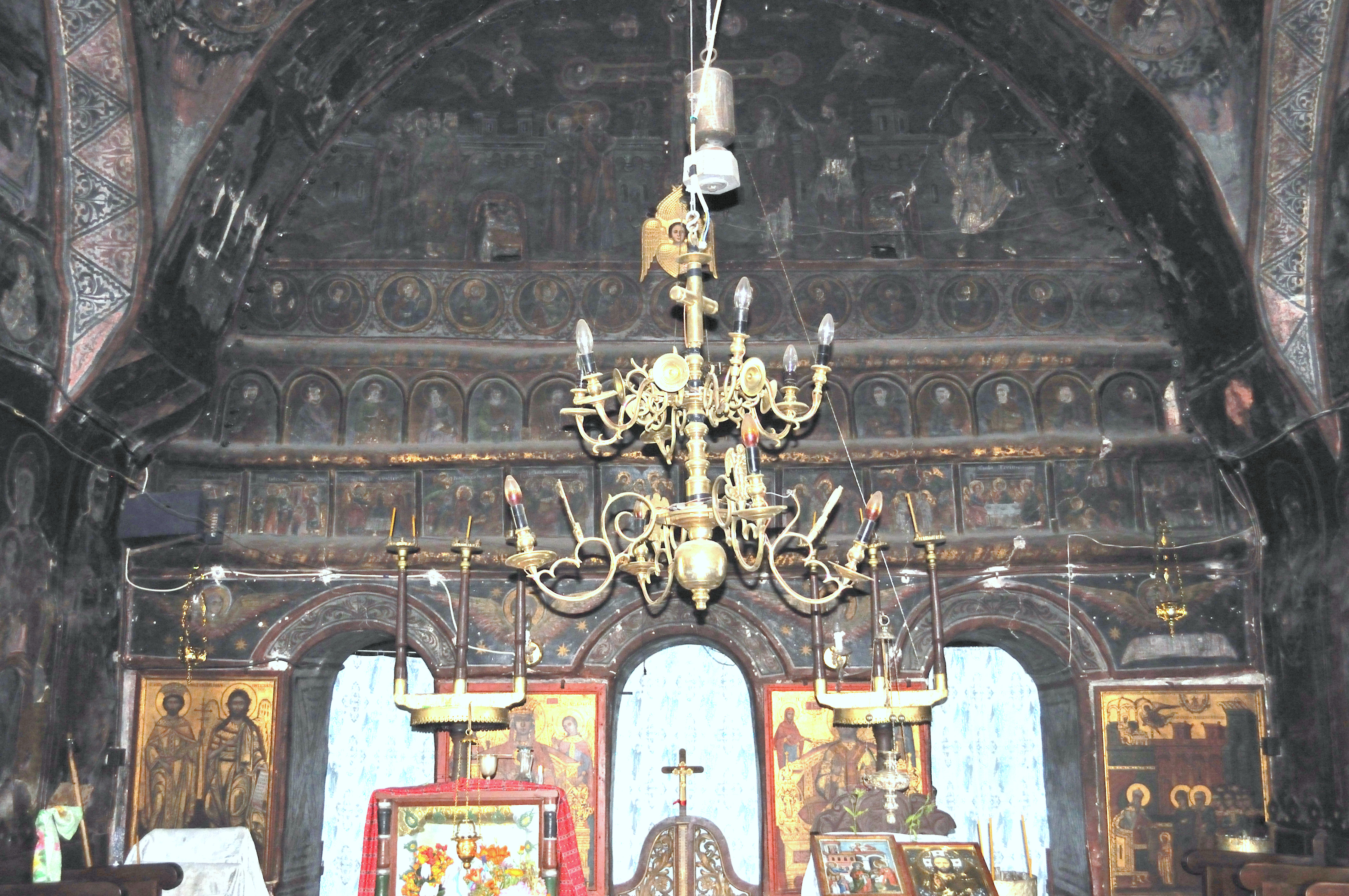
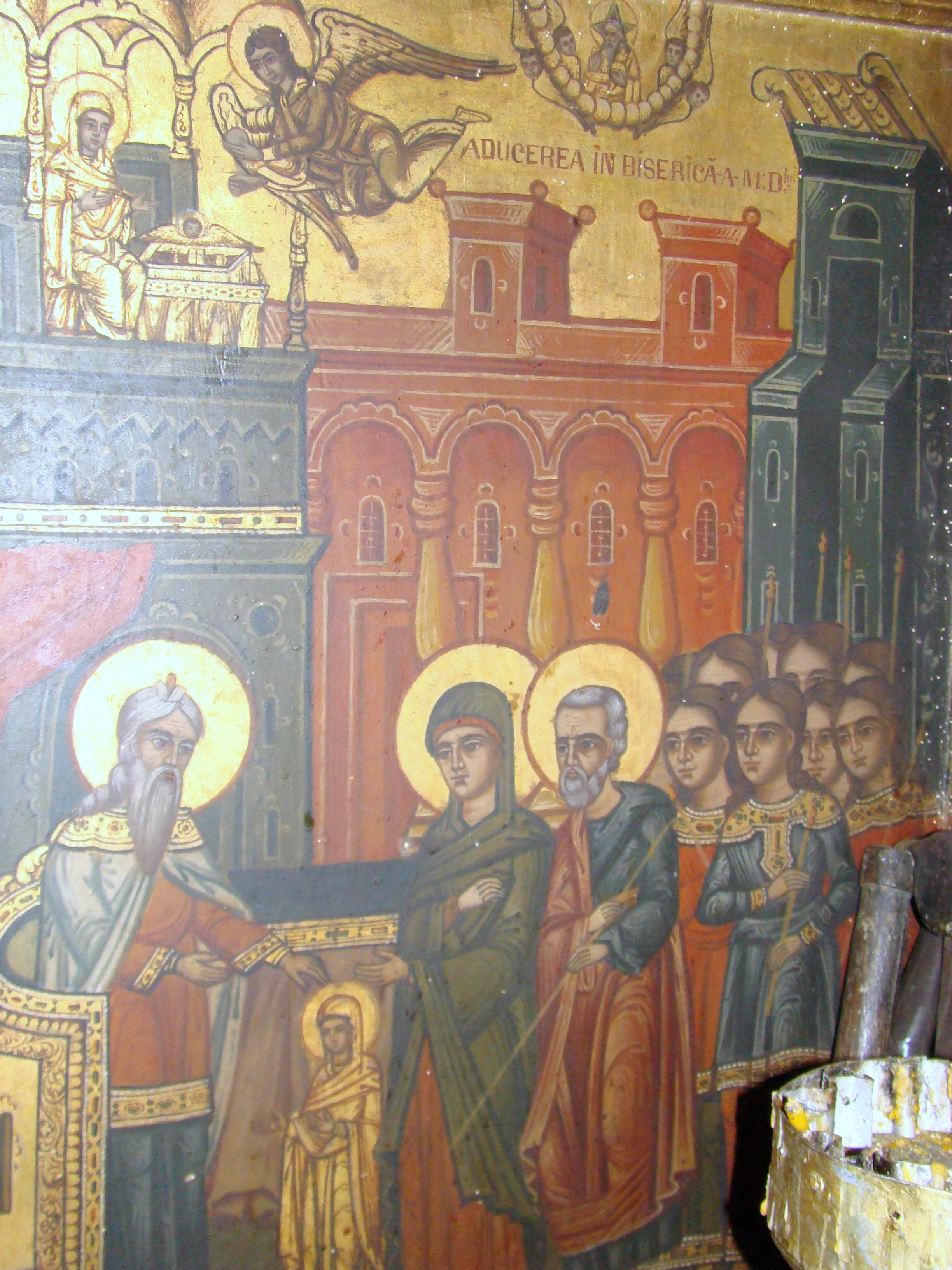
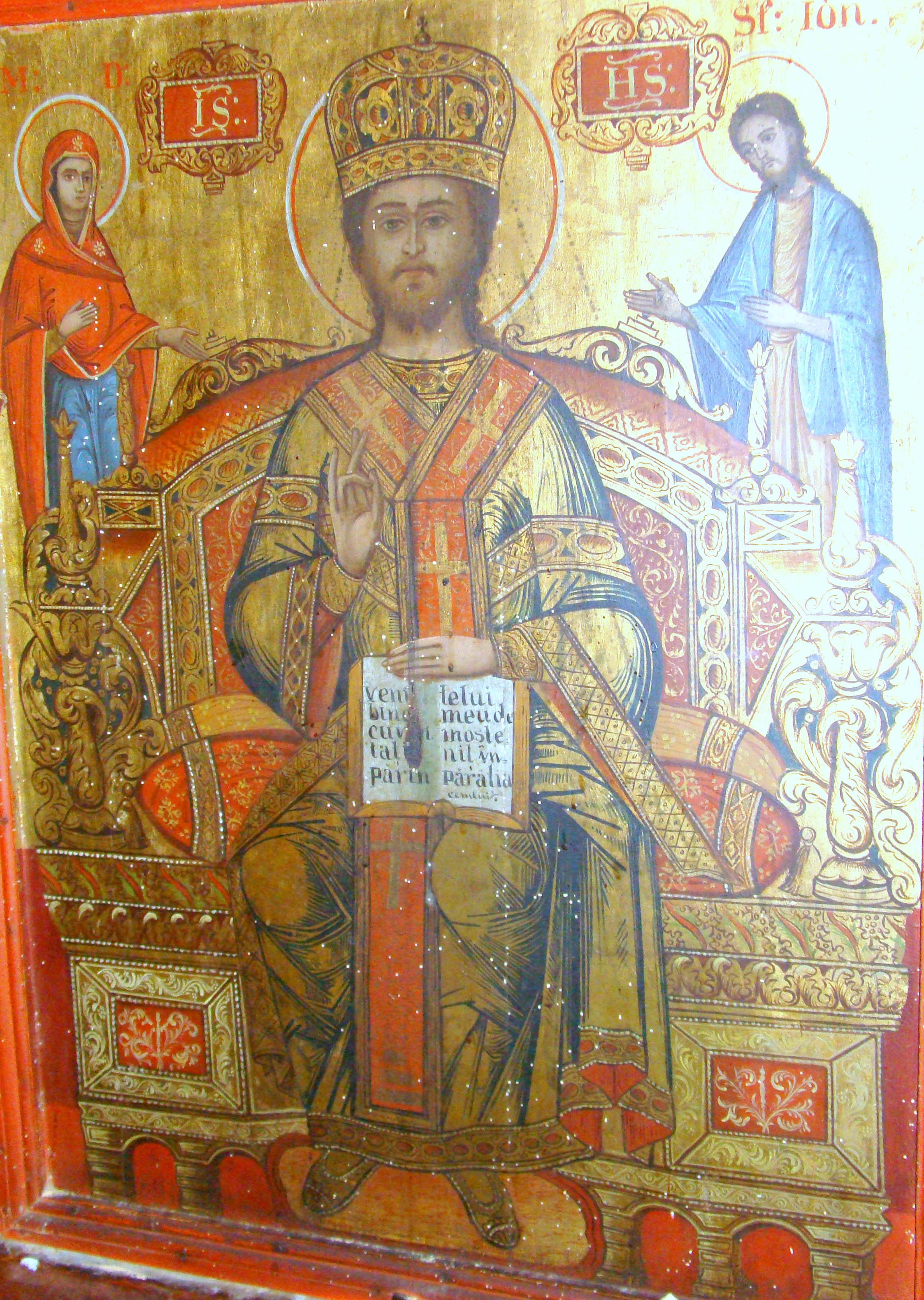
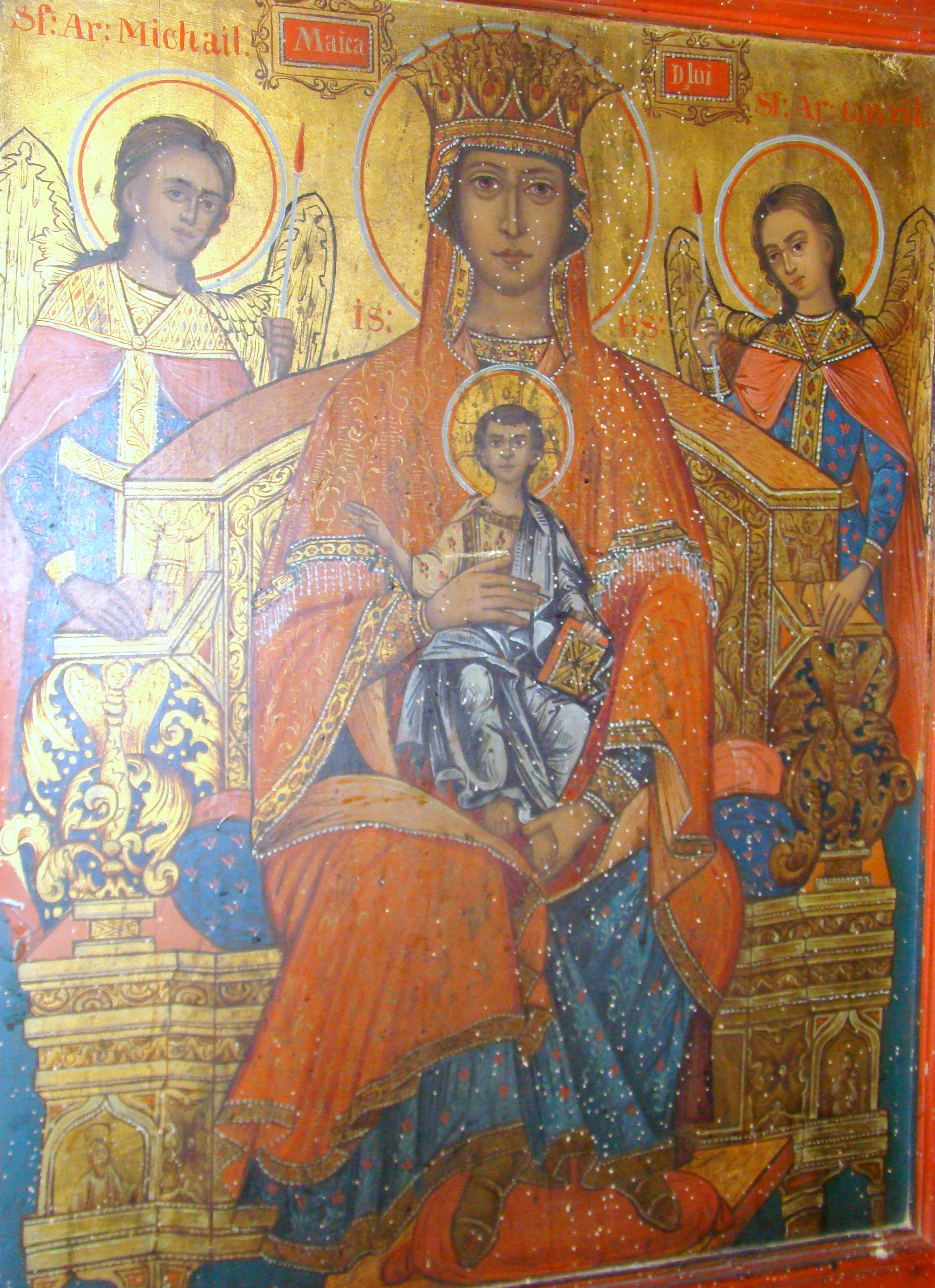
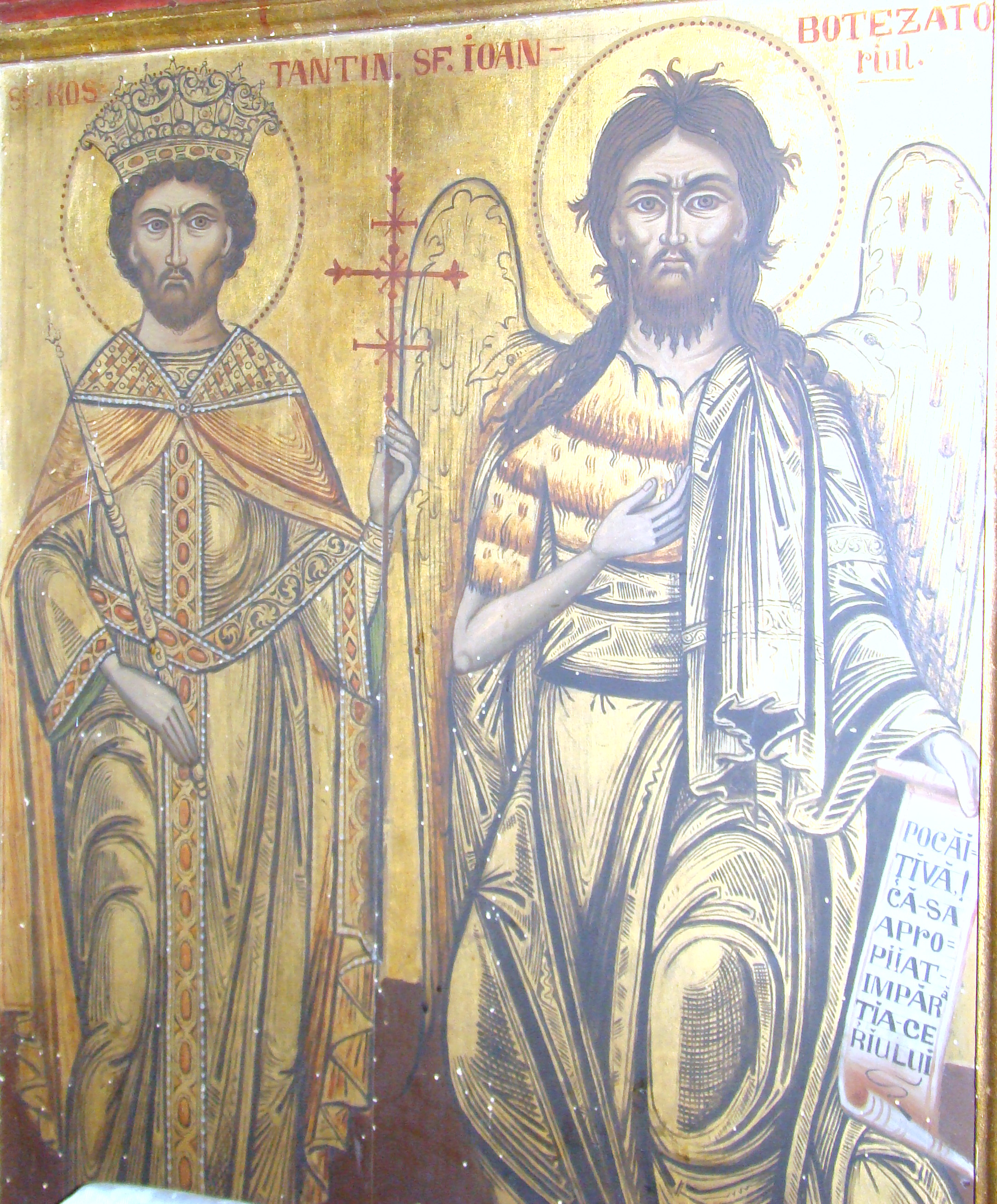
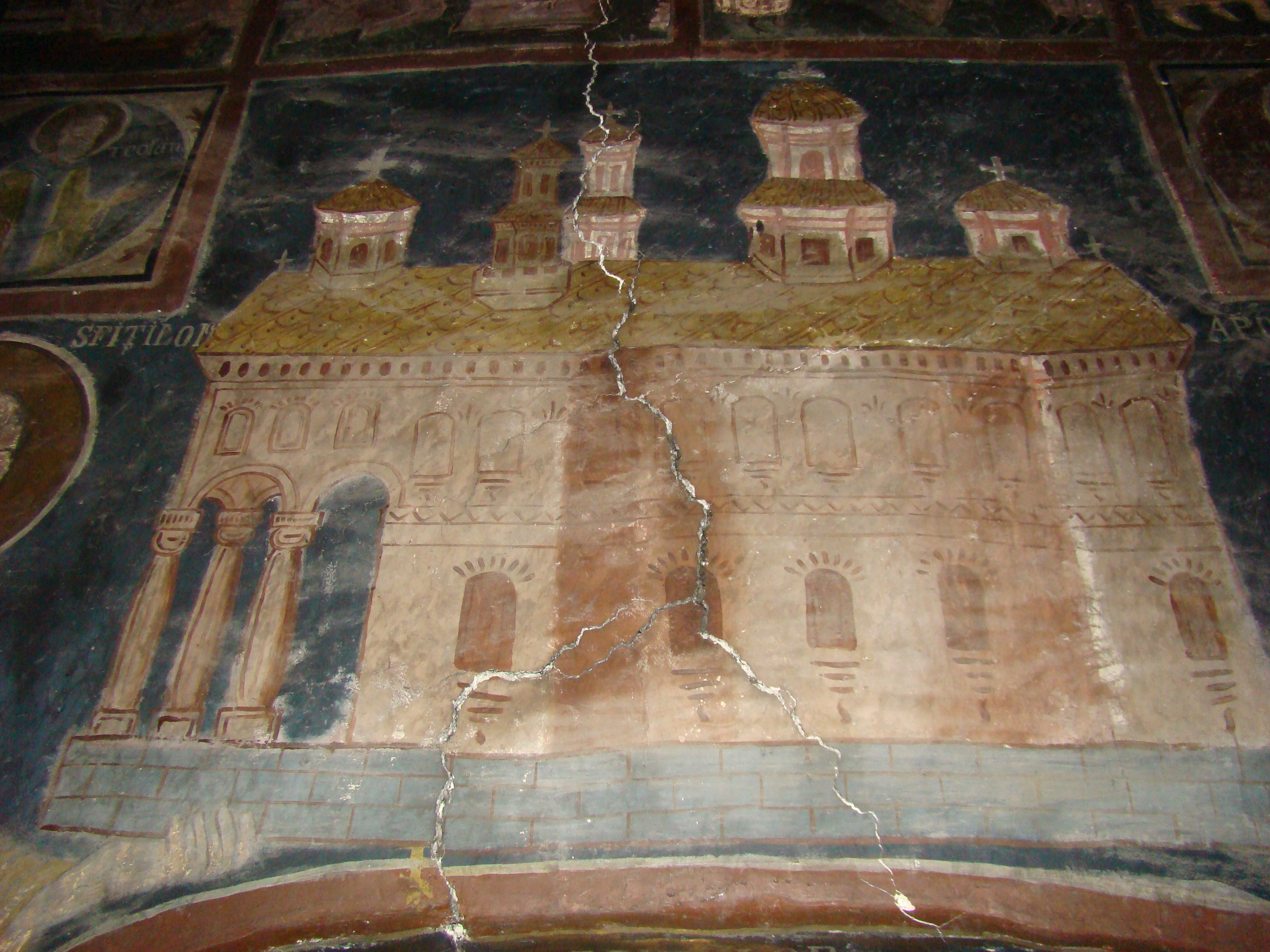
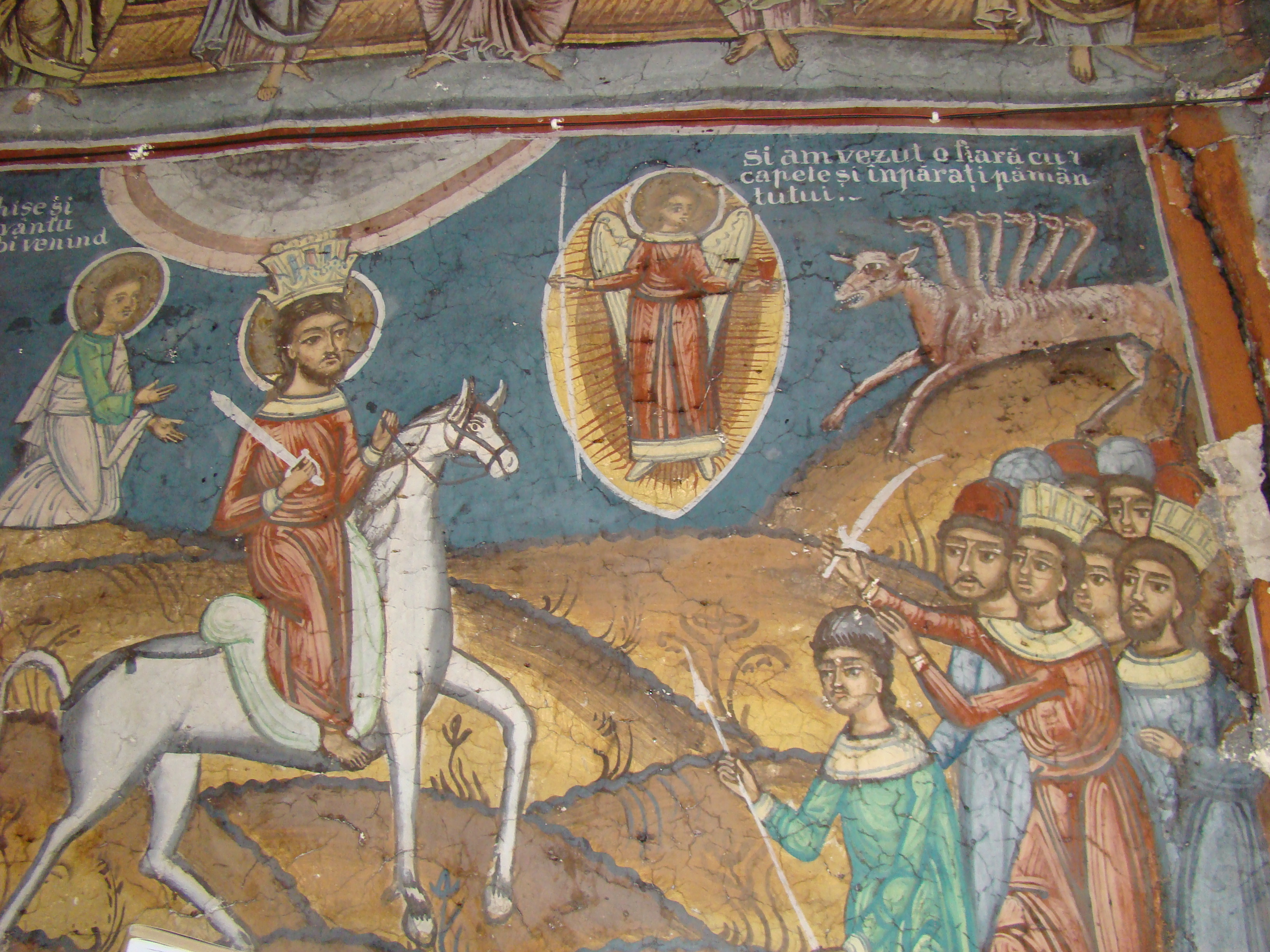
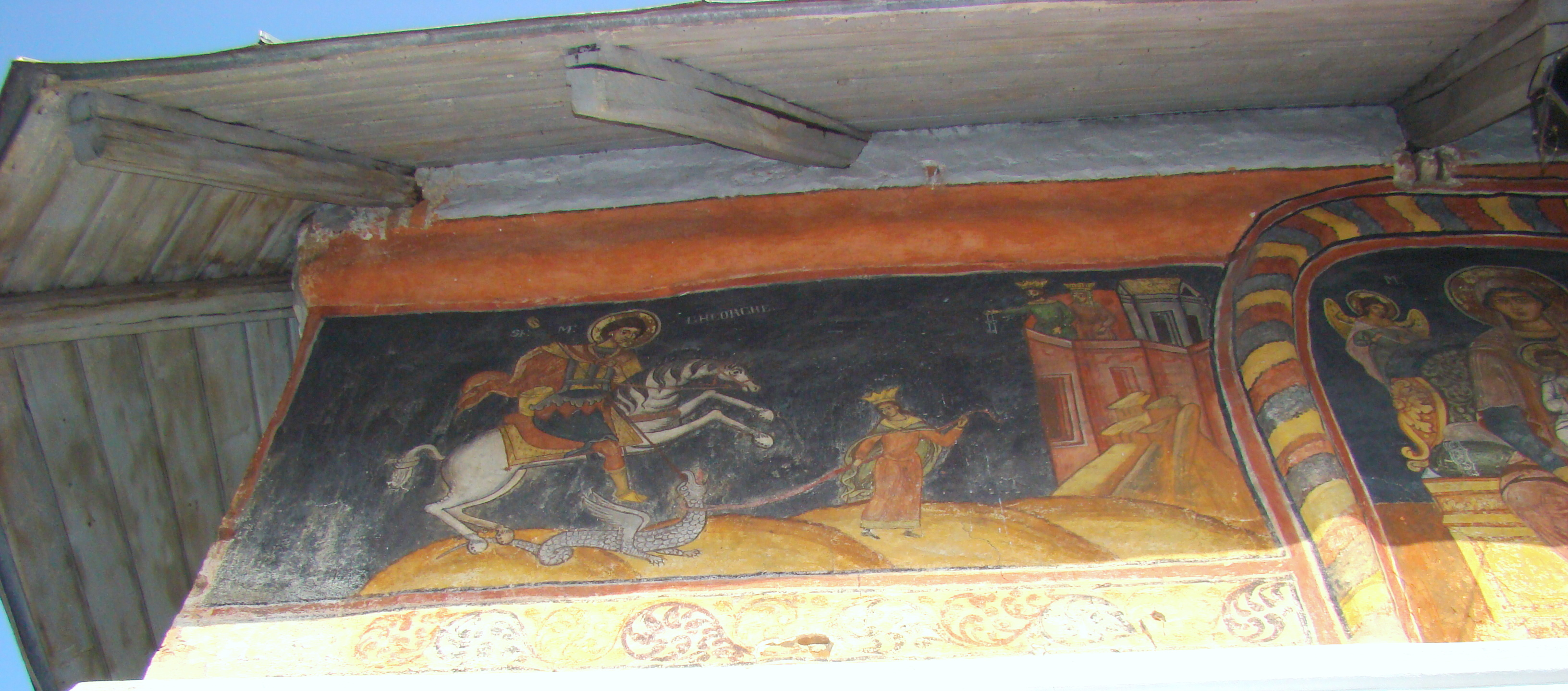
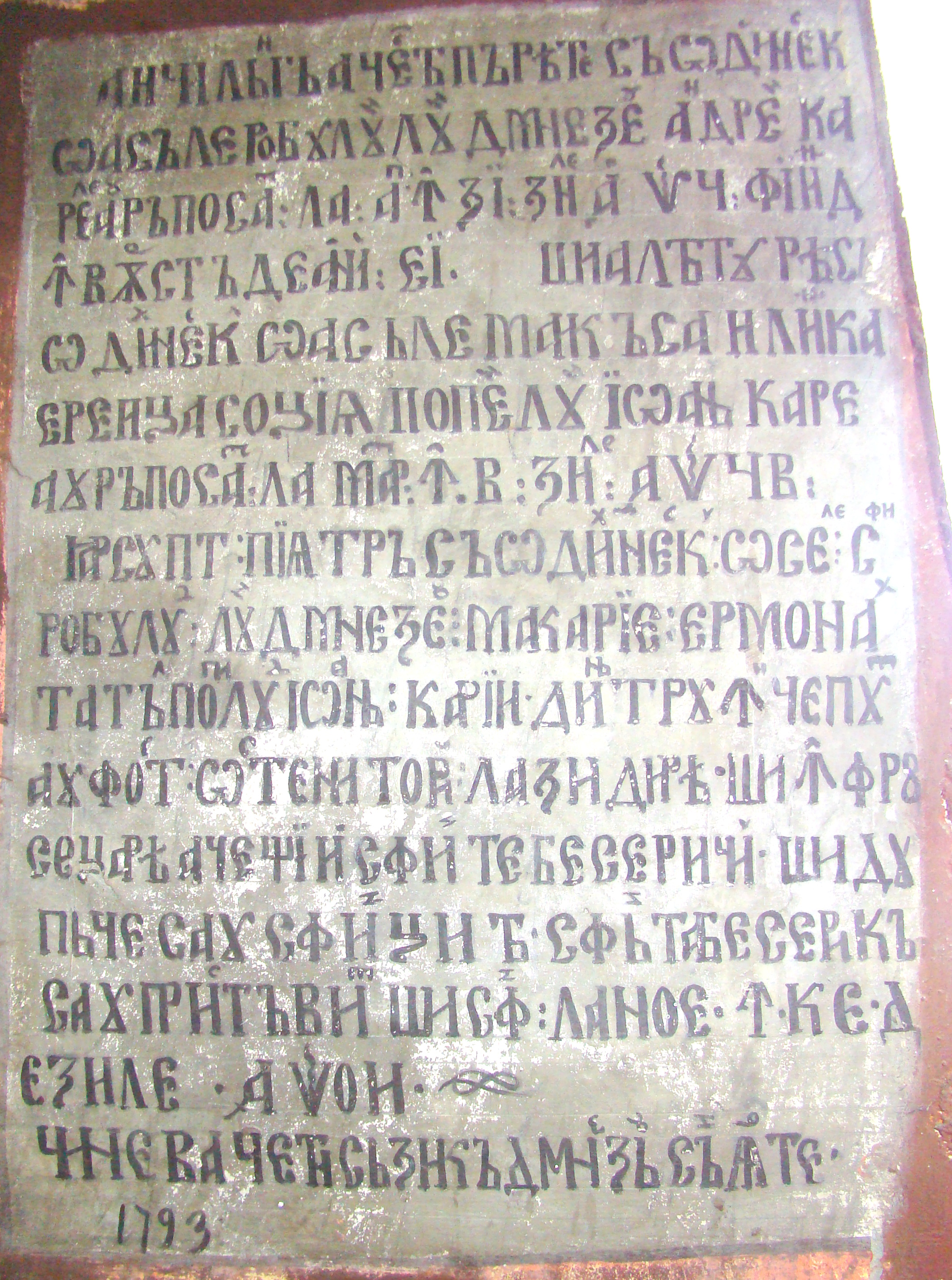